# Jura Levy
Jura Levy (Jamaica, 4 de noviembre de 1990) es una atleta jamaicana, especialista en carreras de velocidad, subcampeona del mundo en 2011 y medallista de bronce mundial en 2017 en relevo 4 × 100 m.

## Carrera deportiva
En el Mundial de Daegu 2011 gana la plata en relevo 4 x 100 m, tras las estadounidenses y por delante de las ucranianas.
En el Mundial de Londres 2017 gana la medalla de bronce en los relevos 4 x 100 m, tras las estadounidenses (oro) y las británicas (plata), y siendo sus compañeras de equipo: Natasha Morrison, Simone Facey y Sashalee Forbes.